# 習近平のロシア訪問
2023年3月20日から22日まで、中国共産党総書記習近平が、2023年の全国人民代表大会で国家主席として再選されてから初めてロシアを訪問した。習近平はロシア大統領ウラジーミル・プーチンと会談を行い、プーチンもまた国際刑事裁判所による逮捕状発行から初めての国際的な会談となった。

## 背景
訪問が行われるのは中国の仲介によりイランとサウジアラビアの外交関係が回復してから数日後のことである。
習近平のロシア訪問の予定が発表されてから数時間後に、国際刑事裁判所がウクライナ児童の拉致の申し立てを理由としたプーチンの逮捕状を発行した。
訪問に先立ち、習近平とプーチンはそれぞれ声明を発表した。習近平はロシアのウクライナ侵攻を終わらせるための中国の提案は世界の意見を反映したものであると述べ、プーチンは古き良き友人による訪問に高い期待を抱いていると述べた。

## ロシア訪問
3月20日の朝に習近平はモスクワのヴヌーコヴォ国際空港に到着し、21日にプーチンと会談した。
習近平との会談において、プーチンはウクライナとの紛争を終わらせるための中国の提案を議論する用意があると述べ、解決に向けた提案を検討し、敬意を持って熟慮していると付け加えた。